# IAS 29
IAS 29 «Финансовая отчетность в гиперинфляционной экономике» — международный стандарт финансовой отчетности, который применяется в отношении финансовой отчетности, включая консолидированную финансовую отчетность, всех предприятий, функциональная валюта которых является валютой страны с гиперинфляционной экономикой и действует с 01.01.1990 года, введен в действие для применения на территории Российской Федерации приказом Минфина России от 25.11.2011 № 160н.

## История создания
В ноябре 1987 года вышел проекта стандарта E31 «Финансовая отчетность в гиперинфляционной экономике», а в июле 1989 года был опубликован сам стандарт IAS 29 «Финансовая отчетность в гиперинфляционной экономике», который вступил в действие с 1 января 1990 года. В 1994 году была опубликована новая версия стандарта. 22 мая 2008 года были внесены дополнения, которые в ступили в действие с 1 января 2009 года. 

## Определения
Финансовая отчетность предприятия, функциональная валюта которого является валютой страны с гиперинфляционной экономикой, должна быть представлена в единицах измерения, действующих на отчетную дату.
Признаки гиперинфляции:
- основная часть населения предпочитает хранить свои сбережения в немонетарных активах или в относительно стабильной иностранной валюте; имеющиеся суммы в местной валюте немедленно инвестируются для сохранения покупательной способности
- основная часть населения рассчитывает денежные суммы не в местной валюте, а в относительно стабильной иностранной валюте; цены могут указываться в этой иностранной валюте
- продажи и покупки с отсрочкой платежа производятся по ценам, компенсирующим ожидаемые потери покупательной способности в течение периода отсрочки платежа, даже если этот период является краткосрочным;
- процентные ставки, заработная плата и цены привязаны к ценовому индексу
- совокупный уровень инфляции за три года приближается к 100 % или превышает этот уровень.

Финансовая отчетность предприятия, функциональная валюта которого является валютой страны с гиперинфляционной экономикой представляется в единицах измерения, действующих на конец отчетного периода.
Прибыли или убытки по чистой монетарной позиции включаются в отчет о прибылях и убытках.
Сравнительные данные за предыдущие периоды также пересчитываются в единицы измерения, действующие на отчетную дату.

## Финансовая отчетность на основе исторической стоимости
Статьи отчета о финансовом положении пересчитываются с применением общего ценового индекса на конец отчетного периода, который отражает изменения в общей покупательной способности.
Монетарные статьи не пересчитываются.
Активы и обязательства, по условиям договора привязанные к изменениям в ценах, корректируются в соответствии с договором, с тем, чтобы установить сумму, оставшуюся непогашенной на конец отчетного периода. Эти статьи учитываются в пересчитанном отчете о финансовом положении на основе такой скорректированной суммы.
Немонетарные статьи учитываются в суммах, определенных на дату приобретения. Пересчитанная себестоимость, или себестоимость за вычетом амортизации, каждой статьи определяется путём умножения её
исторической стоимости и накопленной амортизации на коэффициент изменения в общем ценовом индексе с даты приобретения по дату окончания отчетного периода.
Запасы незавершенного производства и готовой продукции пересчитываются с дат, когда были понесены соответствующие затраты на приобретение и обработку.
Пересчитанная стоимость немонетарной статьи не превышает возмещаемую стоимость, а пересчитанная величина запасов до возможной чистой стоимости реализации.
В конце отчетного периода все компоненты капитала пересчитываются с использованием общего ценового индекса с начала периода или с даты внесения в капитал, если эта дата наступает позднее.
Все статьи в отчете о совокупном доходе выражаются в единицах измерения, действующих на конец отчетного периода. Соответственно, все суммы пересчитываются с использованием изменения в общем ценовом индексе с дат, когда статьи доходов и расходов были первоначально признаны в финансовой отчетности.
Прибыль или убыток по чистой монетарной позиции — разница, возникающая при пересчете немонетарных активов, капитала и статей в отчете о совокупном доходе и корректировке индексируемых активов и обязательств.
Расчетная оценка этой прибыли или убытка может быть получена путём применения изменения в общем ценовом индексе к средневзвешенному значению разницы между монетарными активами и монетарными обязательствами за отчетный период.

## Финансовая отчетность, составленная на основе метода учета по текущей стоимости
Статьи отчета о финансовом положении, учитываемые по текущей стоимости, не пересчитываются, поскольку они уже выражены в единицах измерения, действующих на конец отчетного периода
Отчет о совокупном доходе, составленный на основе метода учета по текущей стоимости, отражает затраты, действительные на момент совершения соответствующих операций или возникновения других событий. Себестоимость реализованной продукции и амортизация учитываются по текущей стоимости на момент потребления, выручка и прочие расходы — по своей денежной стоимости на момент возникновения. Соответственно, все суммы пересчитываться в единицы измерения, действующие на конец отчетного периода, с применением общего ценового индекса.
Прибыль или убыток по чистой монетарной позиции учитываются как при методе исторической стоимости.
Пересчет финансовой отчетности приводит к возникновению разницы между балансовой стоимостью отдельных активов и обязательств в отчете о финансовом положении и их налоговой базой.
Все статьи в отчете о движении денежных средств выражены в единицах измерения, действующих на конец отчетного периода.

## Раскрытие информации
Когда экономика выходит из периода гиперинфляции, используются суммы, выраженные в единицах измерения, действительных на конец предыдущего отчетного периода, как основу для балансовых величин в отчетности за последующие периоды.
Раскрытию подлежит следующая информация в примечаниях финансовой отчетности:
- тот факт, что финансовая отчетность и соответствующие показатели предыдущих периодов были пересчитаны с учетом изменений в общей покупательной способности функциональной валюты и, таким образом, представлены в единицах измерения, действующих на конец отчетного периода
- подход к составлению финансовой отчетности — на основе исторической стоимости или на основе метода учета по текущей стоимости
- наименование и уровень ценового индекса на конец отчетного периода, а также изменение индекса в текущем и предыдущем отчетных периодах.

## IFRIC 7
Комитет по интерпретации МСФО выпустил КРМСФО (IFRIC) 7 «Применение метода пересчета, предусмотренного МСФО (IAS) 29 «Финансовая отчетность в гиперинфляционной экономике», который указывает, что если функциональная валюта компании становится гиперинфляционной, то компания применяет требования IAS 29 с момента как если бы гиперинфляция существовала в этой стране всегда.